# Lasioglossum longifacies
Lasioglossum longifacies is een vliesvleugelig insect uit de familie Halictidae. De wetenschappelijke naam van de soort is voor het eerst geldig gepubliceerd in 1995 door Sakagami & Tadauchi.